# Argonon (schip, 2011)
De Argonon is een Nederlands binnenschip dat vaart op dual fuel, een mengsel van 80% LNG (vloeibaar aardgas) en 20% diesel. De Argonon is het eerste binnenschip in Europa dat hiermee, in strijd met de vigerende regelgeving, op de binnenwateren in Europa toch mocht varen. Dit systeem levert significant minder uitstoot van CO2 en NOx op en reduceert de uitstoot van fijnstof van de diesels zelfs tot nul. Het kan alleen maar met een groot aantal vrijstellingen van bepalingen van de verschillende nationale en andere overheden, zoals de Centrale Commissie voor de Rijnvaart en Verenigde Naties.
In Nederland varen al een aantal schepen geruime tijd op aardgas, zoals de schepen van Canal Bus, maar dat betreft dan samengeperst gas en geen vloeibaar gas. De temperatuur van het LNG is pakweg -162°C en het volume van het gas wordt daarmee zo'n 630 keer gereduceerd. Voorbeeld: 1000 liter LNG komt overeen met zo'n 630 m3 gasvormig aardgas. 
Het warme water voor de huishouding en de centrale verwarming wordt geleverd door de restwarmte van twee Capstone 30 kW microturbines, die voorzien in de stroomvoorziening aan boord.

## Techniek schip
Het schip is gebouwd door Sainty Marine Shipyard in China. De kiel werd gelegd in 2009 en het kwam op een ponton aan in Rotterdam, samen met zeven andere casco's. Het schip werd verder afgebouwd door Scheepswerf Trico in Rotterdam. Het is voor de binnenvaart ongebruikelijk breed. Het casco heeft een gepatenteerde dubbelwandige rompconstructie, die bij eventuele aanvaringen het milieu spaart. Het schip mag daardoor met acht grotere tanks varen. Om andere schepen te kunnen bunkeren is het voorzien van een laadboom en kan de lading worden verwarmd.   